# 21. ceremonia wręczenia Oscarów
21. ceremonia rozdania Oscarów odbyła się 24 marca 1949 roku w The Academy Theatre w Los Angeles.

## Laureaci i nominowani
Dla wyróżnienia zwycięzców poszczególnych kategorii napisano ich nazwiska pogrubioną czcionką oraz umieszczono na przedzie (tj. poza kolejnością nominacji na oficjalnych listach).

### Najlepszy Film
- wytwórnia: Rank-Two Cities, U-I − Hamlet
- wytwórnia: Warner Bros. − Johnny Belinda
- wytwórnia: Rank-Archers, Eagle-Lion − Czerwone trzewiki
- wytwórnia: 20th Century Fox − Kłębowisko żmij
- wytwórnia: Warner Bros. − Skarb Sierra Madre

### Najlepszy Aktor
- Laurence Olivier − Hamlet
- Lew Ayres − Johnny Belinda
- Montgomery Clift − Poszukiwania
- Dan Dailey − When My Baby Smiles at Me
- Clifton Webb − Gosposia do wszystkiego

### Najlepsza Aktorka
- Jane Wyman − Johnny Belinda
- Ingrid Bergman − Joanna d’Arc
- Olivia de Havilland − Kłębowisko żmij
- Irene Dunne − I Remember Mama
- Barbara Stanwyck − Przepraszam, pomyłka

### Najlepszy Aktor Drugoplanowy
- Walter Huston − Skarb Sierra Madre
- Charles Bickford − Johnny Belinda
- José Ferrer − Joanna d’Arc
- Oscar Homolka − I Remember Mama
- Cecil Kellaway − The Luck of the Irish

### Najlepsza Aktorka Drugoplanowa
- Claire Trevor − Koralowa wyspa
- Barbara Bel Geddes − I Remember Mama
- Ellen Corby − I Remember Mama
- Agnes Moorehead − Johnny Belinda
- Jean Simmons − Hamlet

### Najlepszy Reżyser
- John Huston − Skarb Sierra Madre
- Laurence Olivier − Hamlet
- Jean Negulesco − Johnny Belinda
- Fred Zinnemann − Poszukiwania
- Anatole Litvak − Kłębowisko żmij

### Najlepszy Scenariusz[1]
- John Huston − Skarb Sierra Madre
- Charles Brackett, Billy Wilder i Richard L. Breen − Sprawy zagraniczne
- Irmgard Von Cube i Allen Vincent − Johnny Belinda
- Richard Schweizer i David Wechsler − Poszukiwania
- Frank Partos i Millen Brand − Kłębowisko żmij

### Najlepsze Materiały do Scenariusza
- Richard Schweizer i David Wechsler − Poszukiwania
- Frances Flaherty i Robert Flaherty − Opowieść z Luizjany
- Malvin Wald − Nagie miasto
- Borden Chase − Rzeka Czerwona
- Emeric Pressburger − Czerwone trzewiki

### Najlepsze zdjęcia

#### Film czarno-biały
- William H. Daniels − Nagie miasto
- Charles Lang − Sprawy zagraniczne
- Nicholas Musuraca − Pamiętam mamę
- Ted D. McCord − Johnny Belinda
- Joseph H. August − Portret Jennie

#### Film barwny
- Joseph Valentine, William V. Skall i Winton C. Hoch − Joanna d’Arc
- Charles G. Clarke − Green Grass of Wyoming
- William E. Snyder − Miłość Carmen
- Robert H. Planck − Trzej muszkieterowie

### Najlepsza Scenografia i Dekoracja Wnętrz

#### Film Czarno-Biały
- Roger K. Furse i Carmen Dillon  − Hamlet
- Robert Haas i William Wallace − Johnny Belinda

#### Film Kolorowy
- Hein Heckroth i Arthur Lawson − Czerwone trzewiki
- Richard Day, Edwin Casey Roberts i Joseph Kish − Joanna d’Arc

### Najlepszy Dźwięk
- 20th Century-Fox Studio Sound Department, reżyser dźwięku: Thomas T. Moulton − Kłębowisko żmij
- Warner Bros. Studio Sound Department, reżyser dźwięku: płk Nathan O. Levinson − Johnny Belinda
- Republic Studio Sound Department, reżyser dźwięku: Daniel J. Bloomberg − Moonrise

### Najlepsza Piosenka
- „Buttons and Bows” − Blada twarz − muzyka i słowa: Jay Livingston i Ray Evans
- „For Every Man There's a Woman” − Casbah − muzyka: Harold Arlen, słowa: Leo Robin
- „It's Magic” − Romance on the High Seas − muzyka: Jule Styne, słowa: Sammy Cahn
- „This Is the Moment” − Dama w gronostajach − muzyka: Frederick Hollander, słowa: Leo Robin
- „The Woody Woodpecker Song” − Wet Blanket Policy − muzyka i słowa: Ramey Idriss i George Tibbles

### Najlepsza Muzyka

#### Dramat
- Brian Easdale − Czerwone trzewiki
- William Walton − Hamlet
- Hugo Friedhofer − Joanna d’Arc
- Max Steiner − Johnny Belinda
- Alfred Newman − Kłębowisko żmij

#### Musical
- Johnny Green i Roger Edens − Parada wielkanocna
- Victor Young − Cesarz walca
- Lennie Hayton − Pirat
- Ray Heindorf − Romance on the High Seas
- Alfred Newman − When My Baby Smiles at Me

### Najlepszy Montaż
- Paul Weatherwax − Nagie miasto
- Frank Sullivan − Joanna d’Arc
- David Weisbart − Johnny Belinda
- Christian Nyby − Rzeka Czerwona
- Reginald Mills − Czerwone trzewiki

### Najlepsze Kostiumy

#### Film Czarno-Biały
- Roger K. Furse − Hamlet
- Irene Lentz − B. F.'s Daughter

#### Film Kolorowy
- Dorothy Jeakins i Barbara Karinska − Joanna d’Arc
- Edith Head i Gile Steele − Cesarz walca

### Najlepsze Efekty Specjalne
- wizualne: Paul Eagler, J. McMillan Johnson, Russell Shearman i Clarence Slifer, dźwiękowe: Charles Freeman i James G. Stewart − Portret Jennie
- wizualne: Ralph Hammeras, Fred Sersen i Edward Snyder, dźwiękowe: Roger Heman − Deep Waters

### Najlepszy Krótkometrażowy Film Animowany
- Frederick Quimby − Mała sierotka (z serii Tom i Jerry)
- Walt Disney − Mickey and the Seal (z serii o Myszce Miki)
- Edward Selzer − Mouse Wreckers (z serii Zwariowane melodie)
- United Productions of America − Robin Hoodlum (z serii The Fox and the Crow)
- Walt Disney − Jedzonko dla mrówek (z serii o Kaczorze Donaldzie)

### Najlepszy Krótkometrażowy Film na Jednej Rolce
- Edmund H. Reek − Människor i stad
- Herbert Moulton − Annie Was a Wonder
- Gordon Hollingshead − Cinderella Horse
- Gordon Hollingshead − So You Want to Be on the Radio
- Pete Smith − You Can't Win

### Najlepszy Krótkometrażowy Film na Dwóch Rolkach
- Walt Disney − Wyspa fok (On Seal Island)
- Gordon Hollingshead − Calgary Stampede
- Herbert Morgan − Going to Blazes!
- Harry Grey − Samba-Mania
- Thomas Mead − Snow Capers

### Najlepszy Film Dokumentalny

#### Krótkometrażowy
- Armia Stanów Zjednoczonych − Toward Independence
- Herbert Morgan − Heart to Heart
- Siły Powietrzne Armii Stanów Zjednoczonych − Operation Vittles

#### Pełnometrażowy
- Orville O. Dull − The Secret Land
- Janice Loeb − The Quiet One

### Najlepszy Film Nieanglojęzyczny
- Monsieur Vincent –  Francja[2]

### Oscary Honorowe i Specjalne
- Ivan Jandl – za dziecięcą rolę filmową
- Sid Grauman – za całokształt pracy aktorskiej
- Adolph Zukor – za wybitne osiągnięcia jako producent
- Walter Wanger – za film Joanna d’Arc
- Jean Hersholt – za zasługi jako prezesa Akademii[3]

### Nagroda im. Irvinga G. Thalberga
- Jerry Wald

### Nagrody Naukowe i Techniczne

#### Klasa II
- Victor Caccialanza, Maurice Ayers i Paramount Studio Set Construction Department − for the development and application of „Paralite,” a new lightweight plaster process for set construction. [Props]
- Nick Kalten, Louis J. Witte i 20th Century Fox Studio Mechanical Effects Department − for a process of preserving and flame-proofing foliage. [Props]

#### Klasa III
- Marty Martin, Jack Lannon, Russell Shearman i RKO Radio Studio Special Effects Department − for the development of a new method of simulating falling snow on motion picture sets. [Stage Operations]
- A.J. Moran i Warner Bros. Studio Electrical Department − for a method of remote control for shutters on motion picture arc lighting equipment. [Lighting]